# Garfield School (Brunswick, New York)

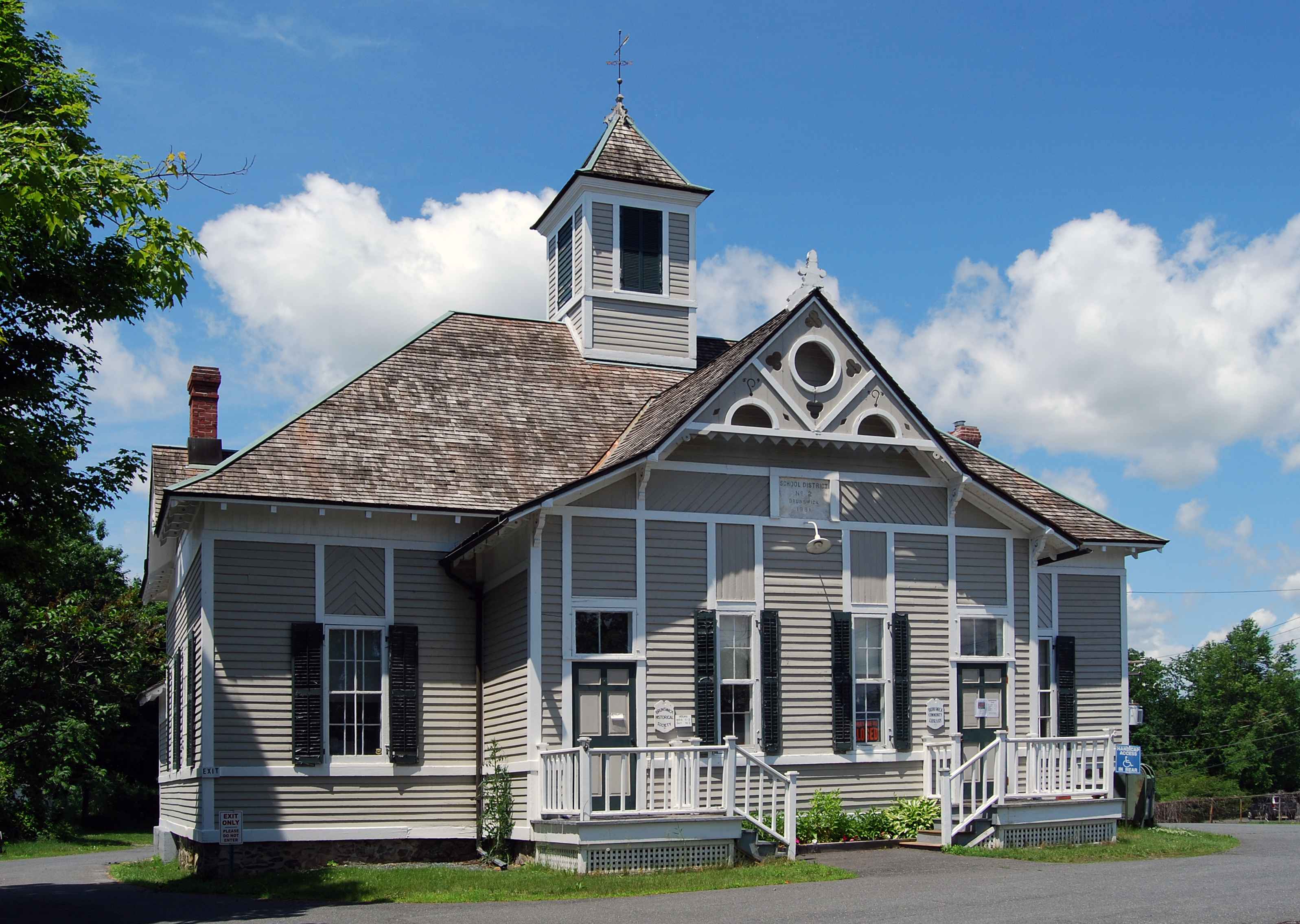
Blick auf das Schulhaus von Süden

Die Garfield School, örtlich auch als District #2 Schoolhouse bezeichnet, ist ein Schulgebäude, das 1881 in Brunswick in New York, Vereinigte Staaten errichtet wurde. Es verfügt über zwei Klassenräume und diente den Schülern bis zur Konsolidierung des Brunswick (Brittonkill) Central School District Ende der 1950er Jahre. Es wurde 1988 in das National Register of Historic Places (NRHP) aufgenommen und wurde so das erste Gebäude in Brunswick, das in das Register eingetragen wurde. In ihm sind die Brunswick Community Library und die Brunswick Historical Society untergebracht.
Das Gebäude befindet sich an der Ecke von Moonlawn Road und New York State Route 2 (Brunswick Road) und gehörte der Schulbehörde, bis es 1986 an die Town of Brunswick übertragen wurden. Es wurde nach dem Präsidenten James A. Garfield benannt, der in einer anderen Schule in Brunswick das Schreiben lehrte.

## Geschichte
Die Notwendigkeit für den Bau eines neuen Schulhauses in Brunswick wurde 1879 deutlich, als Edward Wait, der neuernannte Distriktskommissar für diesen Teil des Rensselaer Countys, in den District #2 fiel, dem bundesstaatlichen Superintendenten für öffentlichen Bildung gegenüber die schlechte Qualität vieler Schulgebäude in seinem Bezirk beklagte, die in manchen Fällen auch unter Überfüllung litten. Innerhalb von drei Jahren wurden in seinem Bezirk zehn neue Schulen gebaut, darunter die Garfield School.
Die Planung des Schulgebäudes ist gut dokumentiert. Die Verwaltung der Town sah sich mit den zunehmenden Schülerzahlen konfrontiert und gab, womöglich durch das enthusiastische Eintretens Waits inspiriert, am 14. Oktober 1879 die Planung eines neuen Schulhauses in Auftrag. Mit der Planung eines neuen Schulhauses wurde Nicholas Pawley, ein Zimmermann aus Poestenkill beauftragt.
Die Tatsache, dass der Entwurf des Schulhauses als öffentlicher Auftrag vergeben wurde, ist nennenswert, da üblicherweise Schulgebäude jener Zeit anhand von Vorlagen in Architekturbüchern geplant wurden. Man wollte, dass die Garfield School zu einem schönen Bestandteil der Stadt wurde.

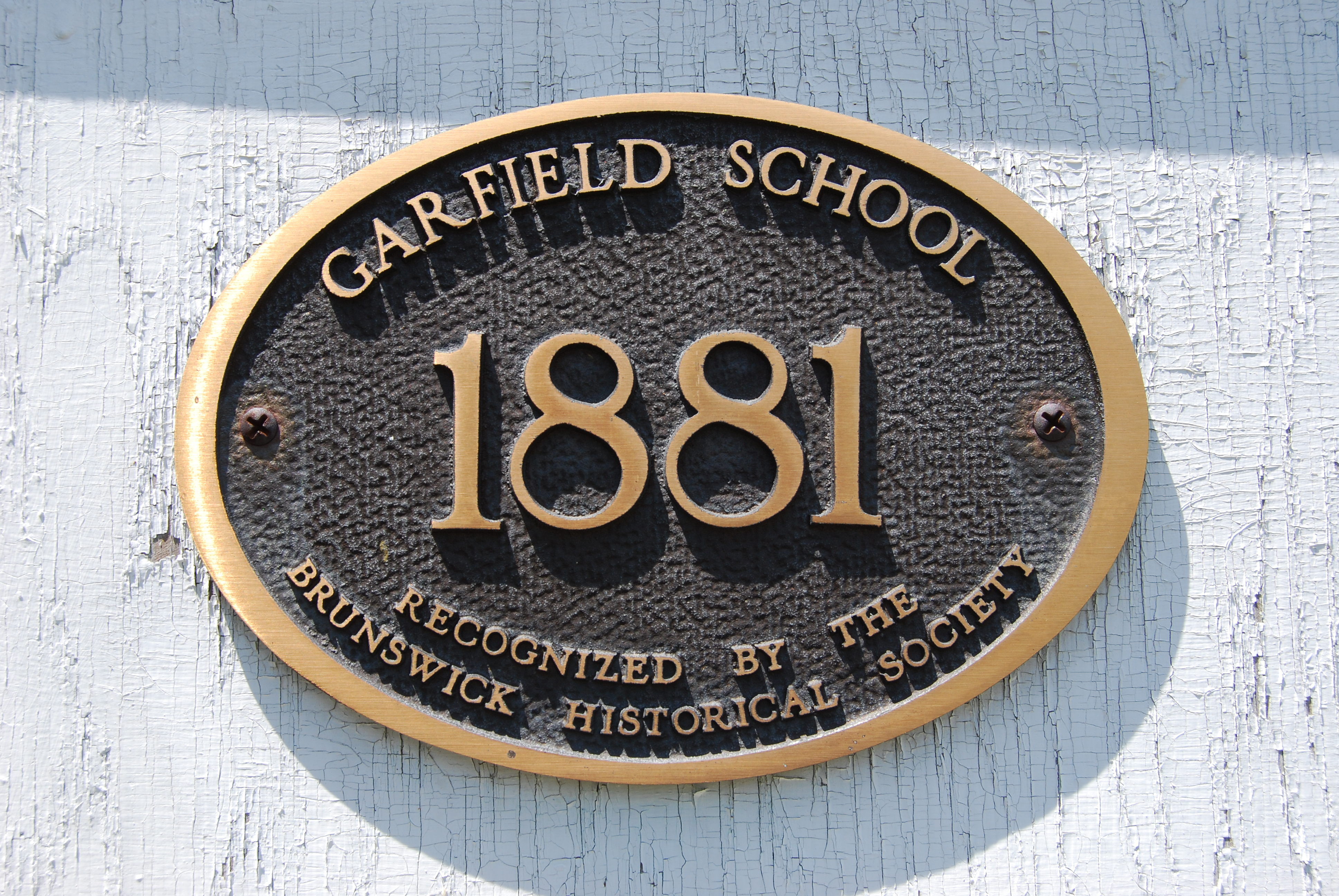

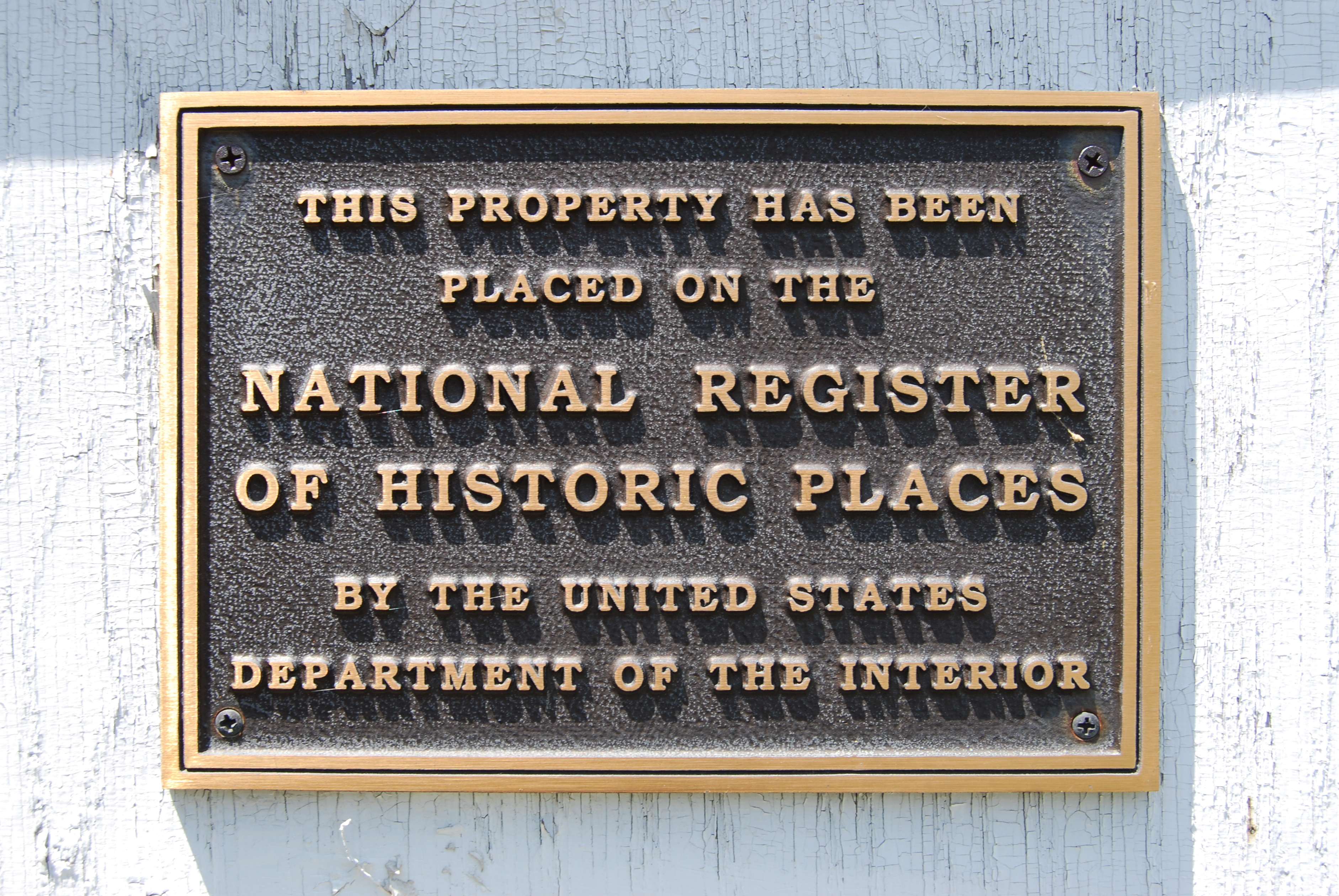
Die beiden Tafeln, die an den Eintrag in das NRHP erinnern

Der Entwurf sah ein Schulhaus mit zwei Klassenzimmern auf zwei Stockwerken vor, wovon man jedoch abkam und das Schulhaus als einstöckiges Gebäude realisierte, dessen beiden Klassenzimmer sich nebeneinander befanden. Das Hauptgebäude ist 16,3 m lang und 8,8 m breit. Die beiden Klassenzimmer sind rechteckig und waren durch eine verschiebbare Wand voneinander getrennt, sodass die beiden Räume falls notwendig vereint werden konnten, um etwa bei einer Veranstaltung größere Gruppen aufnehmen zu können. Ein Vestibül, das als Garderobe diente, springt rund 2,5 m aus der Vorderfront hervor. Beide Klassenzimmer hatten ihren eigenen Eingang.
Mit dem Bau wurde Joachim Filieau beauftragt, der damals ein Mitglied der Stadtverwaltung war. Pawley, von dem der Entwurf stammt, hatte sich auch an der Ausschreibung beteiligt, erhielt aber nicht den Zuschlag. Filieau war ebenfalls und Zimmermann und erbaute das Schulhaus nach den Maßgaben des Planes, den Pawley angefertigt hatte. Der Bau begann im Sommer 1881 und wurde rechtzeitig vor Beginn des Schuljahres fertiggestellt. Die Baukosten betrugen 2762 US-Dollar (heute entspräche 75.544 US-Dollar) und wurde durch eine Kombination aus örtlichen Steuern und vier Anleihen von je 500 US-Dollar finanziert.
Der Entwurf des Bauwerks ist bemerkenswert, weil er nicht nur auf die Erfüllung des Zwecks ausgerichtet war, sondern auch architektonische und ästhetische Ansprüche erfüllte. So hat das Haus beispielsweise ein Satteldach und Holzschnitzereien an den beiden Giebeldreiecken. Außerdem hatte Pawley bei seiner Planung ein Türmchen vorgesehen, um den Eindruck eines flachgedrückten Gebäudes zu vermeiden; diese ist erhalten, einschließlich der Wetterfahne. Ebenfalls eher ungewöhnlich für die Zeit, in der der Bau entstand, ist das Kellervollgeschoss.
Um 1920 entstand an der Rückseite des Gebäudes ein Anbau mit Waschbecken und Toiletten. Dies erfolgte, damit das Schulhaus den sanitären Anforderungen genügte, die seit September 1918 für öffentliche Schulen vorgeschrieben waren. Dieser Anbau war die einzige größere bauliche Veränderung in der Geschichte des Schulhauses.
Die Garfield School gilt als die am besten erhaltene Zwergschule im Rensselaer County. Das Gebäude wurde seit seiner Errichtung ununterbrochen genutzt. Während der geburtenstarken Jahrgänge wurde es auch nach der Konsolidierung des Schulbezirkes noch zeitweise genutzt. Später bezog die Brunswick Community Library das alte Schulhaus, ebenso die historische Gesellschaft von Brunswick, die eine kurze Zeit im Little Red Schoolhouse etwas weiter an der Straße untergebracht war. Bis 1986 gehörte es dem Brunswick Central School District, der es dann an die Town of Brunswick übereignete.
Die Bücherei wird das Gebäude Ende 2009 verlassen.